# Редфорд (Тексас)
Редфорд (енгл. Redford) насељено је место без административног статуса у америчкој савезној држави Тексас.

## Демографија
По попису из 2010. године број становника је 90, што је 42 (-31,8%) становника мање него 2000. године.
| Група             | 2000.       | 2010.      |
| Белци             | 15 (11,4%)  | 7 (7,8%)   |
| Афроамериканци    | 0 (0,0%)    | 0 (0,0%)   |
| Азијати           | 1 (0,8%)    | 0 (0,0%)   |
| Хиспаноамериканци | 116 (87,9%) | 81 (90,0%) |
| Укупно            | 132         | 90         |